# روبرت سومرز
روبرت سومرز هو سياسي كندي، ولد في 3 يناير 1911 بليدوك في كندا، وتوفي في 28 أكتوبر 2000 بنانيامو إي في كندا. حزبياً، نشط في British Columbia Social Credit Party ‏.